# Salastadion
Het Salastadion (Hebreeuws: אצטדיון סלה) is een multifunctioneel stadion in Asjkelon, een stad in Israël. 
In het stadion is plaats voor 7.500 toeschouwers. Het werd gerenoveerd in 2002 en 2008. Er ligt een natuurlijk grasveld. 
Het stadion wordt vooral gebruikt voor voetbalwedstrijden, de voetbalclub Hapoel Ashkelon maakt gebruik van dit stadion. Er werd ook gebruik van gemaakt op het Europees kampioenschap voetbal onder 16 van 2000. Op dat toernooi werden er twee groepswedstrijden gespeeld.
Op 29 december 2008 werd er een raket op het stadion afgevuurd vanaf de Gazastrook. Dat gebeurde korte tijd voor de start van de training van Hapoel Ashkelon. De raket kwam terecht in het strafschopgebied.